# 계산기
전자계산기(電子計算器) 또는 계산기(計算器·計算機, 영어: electronic calculator, 문화어: 전자수판)는 어떠한 사칙 연산을 포함한 계산이나 여러 공학적 계산을 수행하는 장치이자 정보처리 시스템(Electronic Data Processing System; EDPS)이다. 기계적인 방식이나 간단한 장치로만 되어있는 것에서부터 컴퓨터와 같은 복잡한 것까지 그 종류는 다양하다.

## 계산기의 역사
초기에는 기원전 2000년에 중국에서 주판이 쓰였다. 그 뒤 몆 백년이 지난 뒤인 1642년에 블레즈 파스칼의 가감산이 가능한 톱니바퀴부터 시작해서 1671년에 고트프리트 라이프니츠의 곱셈 나눗셈 계산이 가능한 계산기가 발명되었다. 200년이 흐른 뒤 1826년에 찰스 배비지의 차분 기관이, 1834년에는 해석 기관이 만들어지게 되었다. 1884년에는 Burroughs가 가산기를 발명하였고, 1885년에는 펠트(Felt)가 여러 순서에 의한 키 구동방식의 계산기를 설계하였다. 1897년에는 Leon Bollee가 Bollee Machine을 고안하고, 나중에 스위스에서 Millienaire이라는 계산기를 제작하게 되었다.

## 전자 계산기
전자 계산기는 전자적 방식을 통해 수치를 자동적으로 계산하는 계산기의 일종이다. 에니악으로 대표되는 이전의 전자 계산기는 그 연산 회로로 진공관을 사용했으나 점차 다이오드나 트랜지스터 등의 반도체의 등장으로 더 소형화되면서 복잡한 연산이 가능하게 되었으며, 현대에는 집적 회로가 주로 사용된다. 전자 계산기는 그 크기나 복잡성에 관계없이 기본적으로 연산 장치, 제어 장치, 기억 장치, 입력 장치, 출력 장치 등 다섯 장치로 구성되고, 이 장치들이 서로 상호 작용하여 연산, 조합, 판별 등의 기능을 수행한다. 1960년대에 미국의 발명가 잭 킬비와 제리 메리먼이다.

## 다른 용도
방송인 김방옥이 작곡했던 그대로 멈춰라라는 동요는 계산기를 누를 때 키에서 나오는 멜로디 음 소리를 조합한 것에서 유래되었다.

## 같이 보기
- 차분기관
- 덧셈
- 뺄셈
- 곱셈
- 나눗셈
- 로그
- 십육진법
- 암산